# Roland Mahauden
Roland Mahauden est un acteur, un documentariste, un réalisateur et un metteur en scène belge né à Etterbeek le 21 octobre 1942 et mort le 9 novembre 2018.
Il a dirigé le Théâtre de Poche de Bruxelles de 1992 à 2012.

## Biographie
En 1999, en collaboration avec la comédienne Isabelle Paternotte, il monte un projet pilote appelé Article 27, sous la houlette de la COCOF et des Centres d'aide sociale, pour que les exclus de la société puissent bénéficier d’un accès aux manifestations culturelles.
À partir de 2004, outre la gestion artistique du Théâtre de Poche, Roland Mahauden a renoué des liens étroits avec la République démocratique du Congo en y menant notamment avec de nombreux artistes locaux deux campagnes théâtrales de sensibilisation : 
- Tous en scène pour la paix autour de la problématique des enfants-soldats, de leur démobilisation et réinsertion sociale et familiale.
- Un enfant c’est pas sorcier dénonçant la maltraitance et la diabolisation des enfants accusés de sorcellerie par les églises de réveil. Il concrétise le parrainage d’une troupe théâtrale de Kisangani par des formations techniques et artistiques régulières.

## Mises en scène

### Au Théâtre Banlieue
- Haute Surveillance de Jean Genet
- Les Anciennes Odeurs de Michel Tremblay

### AuPoche
- Sœur Marie-Ignace vous explique tout de Christopher Durang
- L'Art d'aimer d'Ovide (adaptation de Michel Grodent)
- L'Apocalypse de Saint-Jean, traduite en français moderne par Gaston Compère
- Pétition de Václav Havel
- Greek de Steven Berkoff
- Mort de Noël de Franz Xaver Kroetz
- Les Satires de Juvenal
- Smack ! de Herman Wolf
- L'Argent du Ministre de Philippe Blasband
- Paroles de Pierre Desproges
- Bouches décousues de Jasmine Dubé
- La Jeune Fille et la Mort d'Ariel Dorfman
- Le Sens du partage de Riton Liebman
- Commune à facilités dont il est l’auteur pour l’édition 2003 des Contes urbains
- No Man's Land de Danis Tanovic et Allah Superstar de Y.B.

### Au Centre Wallonie-Bruxelles deKinshasaet auThéâtre de Poche
- Verre cassé d'Alain Mabanckou

## Filmographie
- 1972 : Les Tueurs fous de Boris Szulzinger
- 1974 : Le Troisième Cri d'Igaal Niddam
- 1975 : Docteur Justice de Christian-Jacque
- 1979 : La Triple Mort du troisième personnage de Helvio Soto
- 1983 : La Fuite en avant de Christian Zerbib